# Ulrich Hoffmann (Journalist)
Ulrich Hoffmann (* 27. Mai 1966 in Essen-Werden) ist ein deutscher Motorradjournalist.
Nach der Ausbildung zum Zweiradmechaniker und Maschinenbautechniker arbeitete Hoffmann als freier Journalist für verschiedene Motorradzeitschriften.  Er war 2003 Gründer und bis 2011 Herausgeber der kostenlosen online-Zeitschrift bikersjournal (bikers-journal.de). Seit 2004 veröffentlichte Hoffmann verschiedene Sachbücher zum Thema Motorrad.

## Publikationen
- Das Motorrad: Geschichte – Technik – Design. Geramond Verlag München, 2012, ISBN  978-386245-656-7
- MotoGP. Motorrad-WM: Maschinen – Piloten – Strecken.  Geramond Verlag München, 2009, ISBN 978-376547-797-3
- Das große Lexikon der Motorrad-Technik. Heel Verlag, 2009, ISBN  978-386852-090-3
- Das große Motorradlexikon. Für Einsteiger, Kenner und Könner. Schwarzkopf & Schwarzkopf Verlag Berlin, 2004, ISBN  978-389602-535-7